# Стрес и анксиозност изазвана ратом у Украјини
Стрес и анксиозност изазвана ратом у Украјини завладала је светом након што је Русија напала Украјину 24. фебруара 2022. године а посебно када је руски председник Владимир Путин поменуо нуклеарну спремност своје земље. Свет се ухватио у коштац са страхом узнемирујућим емоцијама и неизвесношћу због могућности насилног сукоба, не само између две земље, већ и ширих размера.
Потешкоће пандемије ковида 19 растегнуле су наше умове и тела. Обрада још једне потенцијалне кризе може бити застрашујућа и неодољива. Поседовање метода да се носимо са страхом и емоцијама које произилазе из суочавања са кризом може сваком појединцу помоћи да функционише и носи  се са овим проблемом у времену неизвесности које долази и које ће највероватније дуго трајати.

## Предуслови
После две године преласка са једне варијанте ковида 19 на другу, анксиозност и депресија су порасли 25% током прве године пандемије коронавируса (према саопштењу Светска здравствена организације), у којој су млади најтеже погођени. И док су многе земље попуштале ковид 19 ограничења, на ову ситуацију надоваезала се криза у Украјини. Насилне слике ракетних напада и мртвих војника који леже на улицама преплавиле су друштвене мреже и ТВ екране, претња нуклеарним нападима је висила у ваздуху, а становници су гледали како се економије ломе након тога. То је многе људе на глобалном нивоу довела у нову кризу и нову катастрофу, у којој...осећања која људи можда доживљавају су бес...безнађе, беспомоћност и обамрлост, због преоптерећености стресом.
Инвазија Русије на Украјину и забринутост око рата још више је потенцирана протоком информација о сукобу које утиче на ментално здравље. Читање вести да би разумели шта се дешава у свету важан је део информисаности грађанина. Али наслови вести, који имају за циљ да привуку вашу пажњу, могу више да подстакну страх него да понуде информације. Континуирани проток информација може бити неодољив, али и веома стресан. Бескрајно листање кроз приче и инфографике док је свет преплављен виртуелном буком може створити негативну атмосферу панике и осечаја пропасти.
Једна од првих реакција је анксиозност (страх од непознатог) и депресија, које утицати не само ментално, већ и физички. Ове реакције утичу на односе унутар породице или другог окружења, раздражљивост, повлћење у себе поремаћај сна итд.
Ако појединац доживљава  било које од ових понашања, удаљавање од сталног циклуса вести може му пружити преко потребно олакшање. Слично бризи о себи када су извештаји о пандемији ковида 19 били бесконачни, треба поставите своја лична ограничења и држите их се.

## Превенција
Постоје кораци које сваки појединац може  предузети да заштитити сопствено ментално здравље и очува осећај мира у новонасталој кризи. Вести никада не престају. Информације се шире у атмосферу свуда око нас. При томе је важно бити искрени према себи и сопственом поштовању јер се то односи на то да сваки појединац треба да зна  који је праг сопственог душевног здравља, односно:
- Које су моје границе?
- Колико је вести превише за мене?'

Ово су границе у оквиру којих сваки појединац треба себе да постави, и да одлучи да се одмори од наслова и вести, и правовремно испуни негативну рупу нечим позитивним и корисним, а то може бити:
Прихватити свакодневицу
Узнемирујуће, бескорисне мисли о којима смо опседнути треба  и заменити свакодневним домаћим, попут „морам да идем у куповину и оперем веш” или „морам да се позабавим својом децом”. Свакако не можете да спречите да се осећате узнемирено због овога, али можете имати листу ствари које су пријатније, свакодневније или мање стресне које можете да се сетите.
Избегавање тражења доказе који поткрепљују најгоре страхове
Избегавати потрагу  за доказима који подржавају  најгоре мисли и осећања; најдраматичније изворе вести или најмучније слике. Покушајте да избегнете да тражите ове доказе, који могу негативно утицати на душевно здравље.
Одвајање од времена проведеног на друштвеним медијима
У том смислу треба избегавати информације о рату на друштвених мрежа или  са телефона. Уместо праћења ових информација са друштвених мрежавреме треба искористити за читање и слушање информација из веома веродостојних, етичких и објективних извора. Ако нисте сигурни како да знате да ли сте преплављени лођим вестима, процените њихов утицај на сопствено душевно здравље.
Шетња и уживање у природи
Боравак на отвореном може смањити стрес, анксиозност и депресију. Удисање свежег ваздуха има смирујући ефекат и може омогућити да се наше мисли усредсреде и останемо смирени.
Осећај захвалности
Иако је могућност сукоба узнемирујућа, требало би бити захвалн што живите у генерално безбедном окружењу, у коме имате приступ храни, склоништу и медицинској нези ако је потребно.
Проводити време са најмилијима
Време треба проводити са својим најмилијима и уживати у њиховом друштву, било телефоном или лично. Разговарајте са њима о томе како обрађују оно што се дешава у Украјини и дајте им простора да поделе своја размишљања са вама. Допуштајући неком другом да се осећа саслушано и потврђено, може помоћи да се осећате мање усамљено у својим осећањима.
Показивање саосећања
Показивање саосећања према људима који су погођени ситуацијом у Украјини скида се фокус са себе и пребацује  на друге, давањем моралне подршке украјинским пријатељима који су можда забринути за чланове своје породице. Други пријатељи који су преживели сличне инвазије можда имају посла са ПТСП-ом. Припадници војске и чланови њихових породица можда имају страх од распоређивања. Понуда уха за слушање може пружиити велику помоћ  некоме ко се бори.
Финансијска подршка
Понудити финансијску подршку преко реномираних организација које помажу људима у Украјини. Истраживања показују да помагање другим људима пружа осећај благостања.
Медитација и молитвација
Активности везана за свесност, укључујући медитацију или молитву ако је неко духовна особа, су моћно оруђе у борби против стреса. Они могу помоћи да се концентришете са очекивања најгорег и да ваш ум одведете на место мира. А ако се односи на ваш систем веровања, молитва може послужити сличној сврси и омогућити појединцу да се осећа мало утемељеније. Чак и са духовне тачке, молитва и ослањање на веру су веома важни током овог времена. То заправо може помоћи да се ублажи анксиозност (стрепња) и депресија (расположење) која се може осећати.

### Помоћ избеглицама
Док остаје да се види да ли ће избеглице из Украјине бити пресељене у неку земљу, њима је  потребна  помоћ. Ако људи који претрпе велику трауму као што је бекство из ратне зоне добију подршку за себе и своју породицу у својим новим домовима, то може смањити њихове шансе за ПТСП и друге душевне проблеме у будућности.

## Разговар са стручњаком
Не постоји универзални приступ за суочавање са глобалним катастрофама јер оне различито утичу на појединце, а посебно на особе које имају од раније дијагнозу депресије, анксиозности или ПТСП-а, или су забринути да би  могли имати симптоме ових поремећај. Важно је да се ови појединци обрате  свом лекару или терапеуту да би  му исприћали шта тренутно осећају, и да би потом добили савет за друге кораке које би  могли да предузмуу циљу превенције.

Ако се осећате исцрпљено догађајима који се одвијају у Украјини, размислите о разговору са лиценцираним стручњаком за ментално здравље. Они могу понудити персонализоване стратегије за управљање вашом анксиозношћу која окружује кризу.